# 基希訥烏達契亞足球俱樂部
基希訥烏達契亞足球俱樂部（FC Dacia Chişinău）是摩爾多瓦的一家已解散的職業足球俱樂部，位於基希訥烏。
球隊成立於1999年，於2000年進入摩尔多瓦足球甲级联赛，兩年後升入摩爾多瓦國家足球聯賽。2010–11賽季，球隊贏得聯賽冠軍，從而首次獲得歐洲冠軍聯賽預選賽資格。球隊還曾5次參加歐霸盃，但從未進入小組賽階段。球隊已於2017賽季後解散。

## 荣誉
- 摩爾多瓦超級足球聯賽
  - 冠军：2010–11
- 摩爾多瓦超級盃
  - 冠军：2011

## 外部連結
- Official site （罗马尼亚文） （俄文）
- Fans website （罗马尼亚文）
- Profile at DiviziaNationala.com （罗马尼亚文）